# Ali Traoré
Pour les articles homonymes, voir Traoré.
Ali Traoré, né le 28 février 1985 à Abidjan en Côte d'Ivoire, est un joueur français de basket-ball évoluant au poste de pivot.

## Biographie

### Jeunesse
Ali Traoré naît à Abidjan en Côte d'Ivoire où ses parents, tous deux joueurs de basket-ball d'origine malienne, évoluent. Ceux-ci rejoignent ensuite la France où son père occupe un poste d'entraîneur. Toutefois, malgré cet environnement et la pratique du sport à la Fraternelle d'Aulnay-sous-Bois, il ne commence réellement à s'intéresser au basket-ball que vers l'âge de 13-14 ans. Il rejoint Poissy, puis, après une détection, il est recruté pour intégrer le centre de formation de l'ASVEL Lyon-Villeurbanne.

### Carrière professionnelle
Bien que toujours membre du centre de formation, il côtoie lors de la saison 2001-2002 le joueur croate Nikola Vujčić, prêté par le Maccabi Tel-Aviv. Celui-ci lui permet de faire d'énorme progrès dans le jeu d'intérieur. Bien que ne jouant pratiquement pas, il termine la saison avec un titre de champion de France grâce à une place sur le banc lors de la finale gagnée face à Pau Orthez. Lors de cette première saison dans l'élite du basket français, Ali Traoré joue deux rencontres de phase régulières, pour un temps de jeu de deux minutes et une moyenne de un point.
Avec l'arrivée d'un nouvel entraîneur, Philippe Hervé prenant la succession de Bogdan Tanjević, Traoré ne s'entraîne plus aussi souvent avec le groupe professionnel. Il dispute de nouveau deux rencontres, pour un temps de jeu de 7 minutes et une moyenne de 4,5 points. Cela le convainc de changer d'air et il décide de rejoindre la National Collegiate Athletic Association (NCAA). Mais son faible niveau scolaire l'oblige à évoluer en College, dans l'Idaho.
Après une seule saison, il décide de retrouver la France. Il rejoint le club de Quimper en Pro B. ses statistiques progressent au cours de la saison. Il réalise ses meilleurs prestations en playoffs où Quimper échoue face à Évreux. Il marque 18 points lors de la première rencontre, puis 9 lors de la seconde. Lors de ces deux rencontres, se moyenne au rebond est de 7,5 prises.
Jean-Denys Choulet, l'entraîneur de la Chorale de Roanne le recrute pour prendre une place de quatrième intérieur. Mais ses prestations, ainsi que celles en baisse du titulaire du poste, l'Américain Gary Alexander, décide Choulet à « couper » (rompre le contrat) de l'Américain et d'offrir la place de titulaire à Traoré. Celui-ci dispute l'ensemble des rencontres de la phase régulière pour un temps de jeu de 15 minutes et des statistiques de 8,6 points et 4,1 rebonds.
Traoré quitte Roanne et rejoint le club du Havre. Sous les ordres de Christian Monschau, il y côtoie Ian Mahinmi qui quitte le club à l'issue de la saison pour rejoindre les Spurs de San Antonio en National Basketball Association (NBA). Lors de cette saison, il participe au All-Star Game LNB 2006 dont il termine meilleur marqueur avec 24 points. Le club du Havre termine à la douzième place du championnat où les statistiques de Traoré sont de 10,44 points et 5,48 rebonds en 20 minutes 48. Il décide de se présenter à la draft 2006 de la NBA avant de se retirer peu avant le terme des inscriptions.
Il dispute une seconde saison avec le club de Monschau. Lors de celle-ci le Havre termine à la cinquième place de la phase régulière, ce qui octroie à son entraîneur un titre de meilleur entraineur français. Le club obtient tout d'abord une qualification pour la semaine des as 2008, compétition terminée au niveau des quarts de finale, à la suite d'une défaite face à 74 à 65 face à l'ASVEL. Lors des playoffs du championnat, le Havre échoue face à Roanne à la suite d'une défaite 101 à 69 lors de la manche décisive. Lors de cette saison, le temps et les statistiques de Traoré sont sensiblement identiques à celles de la saison précédente. Il fait une tentative de rejoindre la NBA à l'issue de sa saison française. Il dispute un camp d'entraînement à Orlando où il réalise d'excellentes prestations avec 14,7 points de moyenne. Toutefois, son faible nombre de rebonds captés, 3,3, est déjà noté. Ses prestations au camp de Trévise, en Italie, qu'il explique par la fatigue des camps aux États-Unis et le voyage transatlantique, sont moins bonnes : il se concentre sur son jeu d'attaque, délaissant le jeu de défense et les rebonds. Cela ne convainc pas les franchises NBA à le recruter lors de la draft.
Recruté par le nouvel entraîneur de l'ASVEL, Vincent Collet en provenance du Mans, il connaît un très bon début de saison avec des statistiques de 21,3 points, 9 rebonds en 26,3 minutes de jeu lors des trois premières rencontres. Le club de la région lyonnaise s'incline face à l'Entente Orléanaise Loiret en demi-finale de la semaine des As 2009 lors d'une rencontre perdue 72 à 66 et au cours de laquelle Traoré inscrit 8 points et capte 4 rebonds en 21 minutes. L'ASVEL termine en tête de la phase régulière, puis confirme lors des premiers tours de playoffs en éliminant Strasbourg et Nancy en l'emportant à chaque fois lors de la manche décisive. Lors de la finale, disputée au Palais omnisports de Paris-Bercy, les statistiques de Traoré sont de 8 points et 8 rebonds en 21 minutes lors d'une victoire de l'ASVEL 55 à 41 face à Orléans.
L'ASVEL, du fait d'un recrutement important, le meneur Bobby Dixon en provenance du Mans et le pivot Curtis Borchardt, se présente comme le principal favori à sa succession en France. Mais les résultats ne sont pas à la hauteur: l'ASVEL ne parvient pas à franchir le premier tour de l'euroligue. Puis, le club de Villeurbanne ne parvient à disputer la semaine des As 2010 que du fait de sa position d'organisateur. Lors de celle-ci, les verts éliminent Gravelines puis Roanne pour atteindre la finale. Lors de cette finale, l'ASVEL l'emporte 70 à 69 avec 8 points, 6 rebonds en 22 minutes de Traoré,. Le reste de la saison de l'ASVEL est conforme au début de saison : avec une neuvième place lors de la saison régulière, le tenant du titre ne parvient pas à se qualifier pour les playoffs. Malgré cela, Traoré est élu MVP français, devançant dans les votes des entraîneurs et capitaines de Pro A et d'un panel de 49 journalistes Dounia Issa de la JA Vichy et Cyril Akpomedah de Gravelines, avec 15,6 pts à 62,9 % de réussite et 5 rebonds par match lors de cette saison. Le titre chez les étrangers est attribué à Ricardo Greer de Nancy.
En juillet 2010, il signe un nouveau contrat de deux ans, avec une autre en option, avec le club italien de Rome, dont le General Manager est son ancien entraîneur de Villeurbanne Bogdan Tanjević. Avec son nouveau club, il dispute l'Euroligue, compétition où le club italien échoue lors du Top 16 en terminant troisième de son groupe derrière le FC Barcelone et le Maccabi Tel-Aviv. Il dispute 15 rencontres et présente des statistiques de 9,5 points, 4,3 rebonds, 0,8 passe, 1,2 interception et 0,7 contre. En Italie, La Virtus termine au neuvième de la phase régulière ce qui met un terme à sa saison.
En juillet 2011, il signe pour deux ans avec le club russe de Lokomotiv Kouban avec lequel il se qualifie pour le Top 16 de l'EuroCoupe.
Le 10 décembre 2012, il met un terme à son contrat en accord avec le Lokomotiv Kouban.
Il s'engage le 27 décembre 2012 avec le club serbe de l'Étoile rouge de Belgrade. Le 6 janvier 2013, le club annonce finalement qu'Ali Traoré ne rejoindra pas le club en raison du temps qu'il lui faudra pour revenir à son meilleur niveau après sa blessure au genou droit.
En février 2013, il signe un contrat avec l'ALBA Berlin qui évolue en première division allemande. Il remporte la coupe d'Allemagne contre le Ratiopharm Ulm mais se blesse de nouveau au genou.
Traoré rejoint la Jeunesse sportive des Fontenelles de Nanterre, champion de France en titre, en septembre 2013. Il y signe un contrat d'un an. Peu utilisé en Pro A, Traoré bénéficie d'un temps de jeu appréciable en Euroligue : il joue en moyenne 15 minutes et marque 8,7 points à 63 % au tir. La JSF Nanterre échoue à se qualifier pour le Top 16 de l'Euroligue et le contrat de Traoré, tout comme celui Je'Kel Foster, sont rompus par le club en décembre 2013.
En février 2014, il signe au Amchit Club, club de la ville d'Amchit au Liban.
En juillet 2014, Traoré signe un contrat d'un an avec la Strasbourg Illkirch-Graffenstaden Basket, club de première division française. Il y réalise une très belle saison en remportant la Coupe de France et la Leaders Cup. Il y dispute également la finale de Pro A qu'il perd face à Limoges.
Le 6 juillet 2015, il signe deux ans au Limoges CSP, double champion en titre de Pro A. Traoré finit la saison régulière avec des statistiques de 9,7 points et 4,6 rebonds en 19 minutes de jeu par match. Mais le CSP vit une saison difficile : 10e de Pro A avec 18 victoires et 16 défaites, le club ne participe pas aux play-offs.
En août 2016, il rejoint l'Estudiantes Madrid, club de première division espagnole.
En janvier 2017, Ali Traoré et le club madrilène décident de se séparer. Il retrouve un club deux mois plus tard au Liban en signant au Byblos Club. Sans club au début de la saison 2017-2018, il revient finalement en France en signant à Antibes le 22 novembre. Plus d'un mois plus tard, il refuse une prolongation de contrat avec Antibes pour s'engager avec l'AS Monaco pour le reste de la saison, avec lequel il joue la finale de la Ligue des champions à Athènes, puis la finale du championnat de France.
Fin juillet 2018, Ali Traoré s'engage jusqu'au 31 décembre 2018 en faveur de la SIG Strasbourg en tant que pigiste médical pour pallier l'absence de Jacques Alingue, blessé avec une rupture du tendon d'achille,. En novembre 2018, à la suite de son excellent début de saison, il prolonge avec la SIG Strasbourg jusqu’à la fin de la saison 2019-2020.
Il annonce sa retraite sportive en mars 2022.

### Carrière internationale
En juin 2009, il est sélectionné par Vincent Collet pour intégrer l'Équipe de France qui a, dans un premier temps, l'objectif de se qualifier pour le championnat d'Europe. Il obtient sa première sélection sous le maillot bleu le 26 juillet 2009 lors d'un match de préparation face à la République tchèque (victoire 84 à 66). La qualification obtenue, il dispute les neuf rencontres que joue l'équipe de France en Pologne lors du championnat d'Europe. Il dispute en moyenne 12,6 minutes par rencontres, avec des statistiques de 6,8 points, 1,9 rebond et 0,8 passe. La France, en terminant à la cinquième place, obtient sa qualification pour les deux prochaines échéances internationales, le championnat du monde 2010 en Turquie et le championnat d'Europe 2011 en Lituanie.
En septembre 2011, il est médaillé d'argent au championnat d'Europe en Lituanie avec l'équipe de France.
Le 16 mai 2014, il fait partie de la liste des vingt-quatre joueurs pré-sélectionnés pour la participation à la Coupe du monde 2014 en Espagne.

### Vie extra-sportive
Ali Traoré est aussi connu pour son compte Twitter au travers duquel il partage ses humeurs, son état d'esprit et diverses anecdotes de sa vie quotidienne de joueur professionnel de basket-ball.
Après sa carrière de joueur, Ali Traoré devient commentateur sportif.
Il suit depuis 2021 en formation continue à l’école de commerce EM Lyon un Exécutive Master en Management Général Online.[réf. nécessaire]

## Clubs successifs
- 2000-2004 :  ASVEL Lyon-Villeurbanne - Centre de formation
- 2004-2005 :  College of Southern Idaho (Twin Falls, Idaho – Junior College)
- 2004-2005 :  UJAP Quimper (Pro B)
- 2005-2006 :  Chorale de Roanne (Pro A)
- 2006-2008 :  STB Le Havre (Pro A)
- 2008-2010 :  ASVEL Lyon-Villeurbanne (Pro A)
- 2010-2011 :  Virtus Rome (LegA)
- 2011 - décembre 2012 :  Lokomotiv Kouban-Krasnodar
- 2013 :  ALBA Berlin
- septembre 2013-décembre 2013 :  JSF Nanterre (Pro A)
- février 2014-juillet 2014 :  Amchit Club (FLB League)
- 2014-2015 :  SIG Strasbourg (Pro A)
- 2015-2016 :  CSP Limoges (Pro A)
- 2016-2017 :  Estudiantes Madrid (Liga Endesa)
- 2017 :   Byblos Club (FLB League)
- 2017 :  Antibes Sharks (Pro A)
- 2018 :  AS Monaco (Pro A)
- 2018-2020 :  SIG Strasbourg (Jeep Élite)
- 2020-2021 :  Antibes Sharks (Pro B)

## Palmarès

### En club
- Champion de France en 2002[39] et 2009 avec l'ASVEL.
- Vainqueur de la Semaine des As 2010 avec l'ASVEL.
- Vainqueur de la Coupe d'Allemagne 2013 avec l'ALBA Berlin.
- Vainqueur de la Coupe de France 2015 avec Strasbourg.
- Vainqueur des Leaders Cups 2015 et 2019 avec Strasbourg, et 2018 avec Monaco.

### Sélection nationale
- Médaillé d'argent au championnat d'Europe 2011 en Lituanie

### Distinctions individuelles
- All-Star LNB Français : 2006, 2009, 2014, 2015 et 2018.
- Élu MVP français de Pro A 2010[13]
- Élu meilleur sixième homme de l’année Pro A (basket-ball) 2019[40]

## Statistiques
Statistiques en Ligue nationale de basket-ball d'Ali Traore.
| Saison    | Club        | Match | Match débuté | Min   | 2pts (%) | 3pts (%) | LF (%) | Rebonds | Rebonds | Rebonds | C    | Int  | BP   | Pd   | E     | Points | Points |
| Saison    | Club        | Match | Match débuté | Min   | 2pts (%) | 3pts (%) | LF (%) | O       | D       | TRB     | C    | Int  | BP   | Pd   | E     | Tot    | Moy.   |
| --------- | ----------- | ----- | ------------ | ----- | -------- | -------- | ------ | ------- | ------- | ------- | ---- | ---- | ---- | ---- | ----- | ------ | ------ |
| 2010-2011 | Virtus Rome | 30    |              | 22,00 | 58,4     | 0,0      | 67,7   | 1,5     | 3,1     | 4,6     |      | 0,5  |      | 0,7  |       | 300    | 10,0   |
| 2009-2010 | ASVEL       | 35    | 20           | 23,63 | 61,02    |          | 69,41  | 1,11    | 3,80    | 4,91    | 0,51 | 0,74 | 1,89 | 1,43 | 15,49 | 513    | 14,66  |
| 2008-2009 | ASVEL       | 37    | 15           | 21,65 | 57,01    |          | 65,63  | 1,27    | 4,08    | 5,35    | 0,57 | 0,68 | 1,84 | 1,22 | 12,81 | 416    | 11,24  |
| 2007-2008 | Le Havre    | 34    | 27           | 20,09 | 55,82    |          | 56,06  | 1,59    | 3,68    | 5,26    | 1,21 | 0,88 | 1,88 | 0,62 | 12,09 | 363    | 10,68  |
| 2006-2007 | Le Havre    | 25    | 17           | 20,48 | 56,65    |          | 56,36  | 2,24    | 3,24    | 5,48    | 0,48 | 0.60 | 1,68 | 0,52 | 11,36 | 261    | 10,44  |
| 2005-2006 | Roanne      | 37    | 2            | 15,89 | 62,56    |          | 64,29  | 1,32    | 2,57    | 3,89    | 0,38 | 0,43 | 1,41 | 0,78 | 9,78  | 319    | 8,62   |
| 2004-2005 | Quimper     | 22    |              | 6,68  | 54,10    |          | 48,39  | 1,18    | 2,64    | 3,82    | 0,64 | 0,45 | 1,18 | 0.64 | 7,77  | 147    | 6,78   |
| 2002-2003 | ASVEL       | 2     | 0            | 13    | 60,00    |          | 30,00  | 1,00    | 1,50    | 2,50    | 1,00 | 0,00 | 1,00 | 0,50 | 5,50  | 9      | 4,50   |